# Am kürzeren Ende der Sonnenallee
Am kürzeren Ende der Sonnenallee ist der dritte, 1999 erschienene Roman von Thomas Brussig. Er spielt im Ost-Berlin der späten 1970er und frühen 1980er Jahre. Schauplatz ist die Sonnenallee im Ortsteil Baumschulenweg, in dem die Menschen in unmittelbarer Nähe der Berliner Mauer leben. Todesstreifen und Schießbefehl trennen hier diese Straße Berlins in einen längeren Westteil und kürzeren Ostteil, und damit die DDR von West-Berlin. Heute verbindet die Straße wieder beide Ortsteile Berlin-Neukölln und Baumschulenweg.

## Entstehung
Die Entstehungsgeschichte des Romans ist ungewöhnlich, da er nicht die Vorlage zum Film Sonnenallee ist. Vielmehr schrieb Brussig 1999 zunächst gemeinsam mit Leander Haußmann das Drehbuch zum Film und erst im Anschluss daran den Roman, weil er nach der Arbeit am Drehbuch das Gefühl hatte, zahlreiche weitere Ideen unterbringen zu müssen. Das Buch erschien 1999 im Verlag Volk und Welt und später in mehreren Sprachen, darunter auf Slowakisch, Ukrainisch, Rumänisch, Russisch, Arabisch, Schwedisch, Spanisch und Englisch.

## Inhalt und Struktur des Romans
Der Protagonist des Romans ist der Jugendliche Michael Kuppisch. Er wohnt mit seiner Familie, bestehend aus seinen Eltern und seinen Geschwistern (Sabine und Bernd), wie die meisten DDR-Bürger in einer zu kleinen Wohnung. Deshalb trifft er sich mit seiner Clique, dem Potenzial, auf der Straße. Der ABV (Abschnittsbevollmächtigter) erwischt sie beim Hören illegaler Musik. Zwar können sie den ABV überzeugen, keinesfalls verbotene Musik gehört zu haben, Michas Tonband konfisziert er dennoch. Der ABV wird bald darauf zum Wachtmeister degradiert, obwohl er nach eigener Aussage Unterleutnant werden sollte. Da Micha ab diesem Zeitpunkt vom ABV schikaniert wird, malt er sich die Geschichte aus, wie der ABV öffentlich degradiert wird, weil er seinen Vorgesetzten voller Begeisterung Michas Tonband vorgespielt hat.
Auch im weiteren Handlungsverlauf beweist die Clique, allen voran Micha und Mario, Humor, wenn es darum geht, den Vertretern des Systems und dessen Absurditäten zu begegnen. Der Roman besteht aus mehreren Episoden, wobei der Liebesgeschichte mit Happy End zwischen Micha und Miriam, dem umschwärmtesten Mädchen weit und breit, am ehesten der Charakter einer Haupthandlung zukommt. Michas schüchterne und unbeholfene Eroberungsversuche laufen wie ein roter Faden durch das Buch. Die verschiedenen Nebenhandlungen, die häufig um die Bewältigung grotesker Alltagssituationen kreisen, werden nicht nur durch den Schauplatz, sondern vor allem durch die Liebesgeschichte verknüpft.
Vom Potenzial gewinnen nur der musikbesessene Wuschel und Michas bester Freund Mario Kontur. Wuschels besessene Suche nach dem Rolling-Stones-Album Exile on Main Street nimmt groteske Züge an. Am Ende des Romans verdankt er der Platte während eines „Zwischenfalls“ an der Mauer sein Leben. Der rebellische Mario hingegen erweist sich im Romanverlauf als ein „Revolutionär“, wenn auch dies wieder satirisch gebrochen wird. So führen seine „systemgefährdenden“ Aktionen zu keiner Veränderung, verdeutlichen aber den Sinn des Begriffs Potenzial.
Der Ost-West-Konflikt beherrscht die dargestellte Wirklichkeit nur am Rande, so etwa, wenn Micha und Mario vor einem mit Westtouristen besetzten Bus hungernde DDR-Bürger spielen. Sie zeigen damit, dass sie den spielerischen Umgang mit gängigen Ost-Stereotypen sicher beherrschen. Westdeutsche Ignoranz verkörpert Onkel Heinz, die Westverwandtschaft der Familie Kuppisch. Onkel Heinz kritisiert den Osten, versucht aber durch vermeintliche Schmuggelaktionen die Situation der Familie zu verbessern. Am Ende stirbt er an Lungenkrebs. Und Frau Kuppisch vollbringt Heinz’ letzte Schmuggelaktion, indem sie ihn/seine Asche in einer Büchse Kaffee über die Grenze bringt.

## Stil und Sprache
Die Sprache des Romans ist parataktisch. Der Autor verzichtet bewusst auf komplizierte Schachtelsätze. Dabei verwendet er geschickt verschiedene Sprach- und Stilmerkmale wie z. B. den DDR-Wortschatz, der Lokalkolorit schafft und die DDR sprachlich wieder aufleben lässt. Durch Jugend- und Umgangssprache wirkt der Roman authentisch, wohingegen der Berliner Dialekt den humoristischen Aspekt verstärkt. Durch die verstümmelte Sprache Bernds nach seinem Eintritt beim Militär wird die Beeinflussung durch das System bis ins Private dargestellt.

## Besonderheiten
Brussigs Roman ist auf den ersten Blick ein Adoleszenzroman, da er die Lebenswelt und Erfahrungen einer Clique von Jugendlichen im Alter von circa siebzehn Jahren darstellt. Er ist aber ebenfalls ein Stück Mentalitätsgeschichte, denn der Autor rekonstruiert die Vergangenheit anhand subjektiver Erinnerungen, indem er den Mikrokosmos Sonnenallee nach seinem Verständnis von biografischer Kontinuität erschafft. Im Mikrokosmos Sonnenallee gibt es ein starkes Zusammengehörigkeitsgefühl. Vor diesem Hintergrund gehört der Roman in die Diskussion um Ostalgie. Ihm wurde vorgeworfen, die DDR als harmloses Märchenland dargestellt und auf albern-versöhnliche Weise einen inakzeptablen Frieden mit der Vergangenheit geschlossen zu haben.

### Erzählperspektive
Das Erzählverfahren ist auktorial, der Erzähler kennt die Gedanken und Gefühle seiner Figuren und überblickt Vergangenheit, Gegenwart und Zukunft. Teilweise wertet er das absurde Verhalten der Figuren. Dennoch handelt es sich nicht um einen distanzierten Erzähler. Vielmehr meldet er sich häufig in der ersten Person Plural mit „wir“ zu Wort, was ihn als einen Insider ausweist. Der Leser erhält den Eindruck, der Erzähler sei dabei gewesen. Am Ende des Romans thematisiert der Erzähler jedoch seine Unzuverlässigkeit, die aus seiner Nostalgie resultiert. Die episodische Struktur des Romans ähnelt dem Vorgang des Erinnerns: assoziativ werden „Schnurren“ aneinandergereiht.

### Figuren

Personenkonstellation der „Sonnenallee“

#### Michael Kuppisch
Micha ist die Hauptfigur des Buches, dessen Ziel es ist, Miriams Herz zu gewinnen. Dabei hat er sich gegen viele Konkurrenten, wie zum Beispiel Westberliner oder den ABV, durchzusetzen, gegen die er jedoch kaum Chancen zu haben scheint. Er ist klug und einfallsreich, denn er hat gut durchdachte Pläne, wie er Miriam erobern kann. Seine Mutter versucht Micha regimetreu zu erziehen, um ihn ins „Rote Kloster“ schicken zu können und ihm so eine bessere Zukunft zu ermöglichen. Obwohl Micha keineswegs mutig ist, tut er alles, um Miriam für sich zu gewinnen.

#### Frau Kuppisch
Michas Mutter ist eine eingeschüchterte Frau. Sie möchte jedoch ihrem Sohn ein gutes Leben ermöglichen. Ihre Angst gegenüber dem Staat drückt sich dadurch aus, dass sie ihren Mann regelmäßig zurechtweist, wenn dieser etwas gegen die Sowjetunion sagt, beziehungsweise ihn zu überreden versucht, sich wie ein Russe zu verhalten. Sie will ihn dazu bewegen, das ND anstatt der Berliner Zeitung zu lesen, da dies ein besseres Bild der Familie in der Öffentlichkeit vermittelt. Am Ende auch mit Erfolg.

#### Herr Kuppisch
Herr Kuppisch ist Michas Vater. Sein Beruf ist Straßenbahnfahrer, weshalb Michael nicht weiß, wann sein Vater Feierabend hat. Er vermutet, dass seine Nachbarn bei der Staatssicherheit sind, da sie ein Telefon besitzen. Herr Kuppisch will immer eine Eingabe schreiben, macht es aber nie. Erst im Kapitel „Wie Deutschland nicht gevierteilt wurde“ schreibt er eine Eingabe, weil Micha am ersten Tag im Roten Kloster von der Direktorin rausgeschmissen wird. Herr Kuppischs Eingabe zeigt Wirkung, sodass Micha vom Staat aus wieder auf das Rote Kloster darf, jedoch verhindert er dies durch sein Auftreten, als die Familie zusammen im Büro der Direktorin ist.

#### Miriam
Miriam wohnt mit ihrer Mutter und ihrem Bruder ebenfalls am kürzeren Ende der Sonnenallee. Ihre Mutter trennte sich von ihrem Vater und zog mit ihren Kindern in die Sonnenallee, um vor den Nachstellungen ihres psychopathischen Exmannes sicher zu sein. Miriam ist das Mädchen, in das sich alle Jungen verliebt haben. Sie wird als eine „fremde, schöne und rätselhafte Frau“ bezeichnet. Aber Brille bezeichnet sie als ein „normal deformierte[s] Scheidungskind – diskret, ziellos und pessimistisch“ (S. 18). Ihre vielen Beziehungen mit Westlern sind ihre Art gegen die DDR zu rebellieren und der allgegenwärtigen Unterdrückung der Individualität durch den Staat zu entkommen. Nach einem Kinobesuch mit Micha sieht sie eine martialische Militärparade, daraufhin bricht sie zusammen und fällt für viele Tage in Apathie. Erst als Micha ihr aus seinen gefälschten Tagebüchern vorliest, kommt sie zu sich und fasst Vertrauen. Sie hat wieder neuen Lebensmut gefasst.

#### Brille
Brille liest viel, weshalb er sehr lange Sätze bilden kann. Seinen Spitznamen erhält er wohl, weil er erstens eine Brille trägt und zweitens sehr intelligent ist. Im Kapitel Je t’aime küsst er das „Schrapnell“. Er und Mario suchen eine unpolitische Studienrichtung.

#### Mario
Mario macht viel Unsinn in der Schule, weshalb er später von der Schule fliegt. Einmal ändert er eine Parole von Lenin: „DIE PARTEI IST DIE VORH(A)UT DER ARBEITERKLASSE!“ (von Vorhut in Vorhaut). Mario will das Abitur machen oder mindestens eine Ausbildung als Kfz-Mechaniker. Er geht mit einer Existentialistin namens Elisabeth. Mario wird später verhaftet, weil er als Flüchtling angesehen, dann aber wieder freigelassen wird. Im letzten Kapitel wird er Vater.

#### „Der Dicke“
Über „Den Dicken“ erfährt man nicht viel, außer dass seine begehrtesten Fernschachpartner Brasilianer und Kanadier sind.

#### Wuschel
Wuschel ist ein Freund von Micha der nur ein Ziel anstrebt: endlich die Exile on Main Street zu bekommen.
Als er sie dann endlich hat, passiert jedoch etwas Unerwartetes. Die Exile on Main Street rettet ihm das Leben. Es gibt Stromausfall im Grenzgebiet und ein Grenzwärter schießt auf Wuschel in der Annahme, dieser wolle in die BRD fliehen. Als er wieder zu sich kommt, holt er die zerfetzte Exile on Main Street aus seiner Jacke und bricht in Tränen aus.

## Ausgaben
- Thomas Brussig: Am kürzeren Ende der Sonnenallee. Volk und Welt, Berlin 1999, ISBN 3-353-01168-4.
- Thomas Brussig: Am kürzeren Ende der Sonnenallee. Fischer, Frankfurt am Main 2001, ISBN 3-596-14847-2.

## Rezensionen
- Claus-Ulrich Bielefeld: Die Mauer – eine Sittengeschichte. Süddeutsche Zeitung, 4./5. September 1999
- Ulrike Grohmer: Blick zurück in Frieden? Neues Deutschland, 31. August 1999
- Volker Hage: Der Westen küsst anders. Der Spiegel, 6. September 1999
- Elmar Krekeler: Die Legende von Micha und Miriam. Die Welt, 28. August 1999
- Mechthild Küpper: Sieben leere Patronen am Ende der Nacht. FAZ, 12. Oktober 1999
- Andreas Nentwich: Zärtliche Poesie des Widerstands. Die Zeit, 23. September 1999
- Tobias Rüther: Mitten im Leben von Staatsmacht umgeben. Online auf Server: Literaturkritik, Nr. 12, 1999
- Thomas Schuldt: Zoni macht Winkewinke. Rheinischer Merkur, 24. September 1999
- Ute Stempel: Keinerlei Erinnerungskultur. Thomas Brussigs albern-versöhnliche ‘Mauerkomödie’. Neue Zürcher Zeitung, 8. Februar 2000 online
- Anke Westphal: Die DDR als Hippie-Republik. Die Tageszeitung, 28./29. August 1999
  - dies.: Loch im Herzen. Stein auf der Brust. Die Tageszeitung, 9. November 1999
- Inge Zenker-Baltes: Der Wunderrusse mit dem Muttermal. Der Tagesspiegel, 30. August 1999

## Notizen
1. ↑  Rezensionen ohne beigefügten Link hier (Memento des Originals vom 25. Januar 2021 im Internet Archive)  Info: Der Archivlink wurde automatisch eingesetzt und noch nicht geprüft. Bitte prüfe Original- und Archivlink gemäß Anleitung und entferne dann diesen Hinweis. bzw. auf dem Server der jeweiligen Zeitung.
2. ↑  seit 2012 E-Book als .pdf ISBN 978-3-8044-5929-8.